# Polygala albowiana
Polygala albowiana är en jungfrulinsväxtart som beskrevs av Chod.. Polygala albowiana ingår i släktet jungfrulinssläktet, och familjen jungfrulinsväxter. Inga underarter finns listade i Catalogue of Life.